# Buli (južnohalmaherski jezik)
Buli jezik (ISO 639-3: bzq; ), austronezijski jezik južnohalmaherske skupine, kojim govori 2 520 ljudi (2000) u središnjem dijelu Halmahere, u Indoneziji; tri sela na istočoj obali. Ima dva dijalekta (buli i wayamli ili wajamli, jawanli) .
Zajedno s jezicima maba [mqa], patani [ptn] i sawai [szw] čini jugoistočnu podskupinu.

## Vanjske poveznice
- Ethnologue (14th)
- Ethnologue (15th)